# 三重県道57号上野名張線
三重県道57号上野名張線（みえけんどう57ごう うえのなばりせん）は、三重県伊賀市から名張市に至る主要地方道（三重県道）である。

## 概要

### 路線データ
- 起点：三重県伊賀市古郡
- 終点：三重県名張市黒田

## 歴史
- 1993年（平成5年）5月11日 - 建設省（現・国土交通省）から、一般県道上神戸名張線が上野名張線として主要地方道に指定される[1]。
- 1994年（平成6年）4月1日 - 三重県が一般県道684号上神戸名張線を廃止し、主要県道57号上野名張線を認定。

## 路線状況

### 別名
- 名張街道（伊賀市、名張市）

### バイパス
主要地方道上野名張線バイパス
伊賀市上神戸地内で2001年（平成13年）から実施されているバイパス道路。完成すれば、2本の橋を含む延長2,250m、幅員11m（うち車道6m）となる予定である。
2015年3月に伊賀神戸橋区間が、2018年2月に比土 - 上神戸間が開通した。

### 重複区間
- 三重県道80号奈良名張線（名張市松崎町 - 名張市東町・東町交差点）

### 主な橋梁
沖津藻大橋（おきつもおおはし）
名張市夏見と同市平尾を結ぶ、一級河川名張川に架かる橋。1990年（平成2年）12月架橋。
町田橋
名張市蔵持町里にある、一級河川シャックリ川に架かる橋。
伊賀神戸橋
伊賀市古郡と伊賀市比土を結ぶ、一級河川木津川に架かる上野名張線バイパスの橋。

## 地理

### 通過する自治体
- 伊賀市
- 名張市

### 交差する道路
- 国道422号（起点）
- 三重県道692号滝之原美旗停車場線（名張市新田）
- 三重県道785号山添桔梗が丘線（名張市蔵持町里）
- 三重県道693号蔵持霧生線（名張市蔵持町里・蔵持交差点）
- 三重県道80号奈良名張線（名張市東町・東町交差点）
- 三重県道80号奈良名張線（名張市松崎町・松崎町交差点）
- 国道165号（名張市黒田、終点）

### 沿線にある施設など
名張中心街を通過するため、名張市の主要施設が並ぶ。
- 近鉄大阪線 桔梗が丘駅
- 名張市立蔵持小学校
- 名張市立北中学校
- 名張市立美旗小学校
- 三重県立名張高等学校
- 三重県立特別支援学校伊賀つばさ学園
- 桔梗が丘住宅地
- オークワ名張西原店
- 北伊勢上野信用金庫西原支店
- なばり自動車学校
- 伊賀市
- 伊賀市立神戸小学校

## 参考資料
- 『県別マップル24 三重県道路地図』（昭文社、2009年3版1刷発行、ISBN 978-4-398-62474-1 、14,44ページ）